# 冮官窑
冮官窑为辽代民窑，位于今辽宁省辽阳市文圣区小屯镇。该窑烧制器种繁多，初建于辽，金代达全盛，元代渐衰至废。1988年冮官屯窑址被列入辽宁省重点文物保护单位并于2013年列入全国重点文物保护单位。

## 概况

### 规模
据《辽阳县志》记载：“（冮官窑）遗址长1.2公里，宽0.5公里“。实际的冮官屯窑要比当初县志记载的大3到4倍之多。从出土瓷器分析，此窑于辽代晚期始烧，盛于金代。官屯村西南部、小孤家、英守村以及太子河北岸的官屯村、城门口村、下缸窑村都有窑址分布，范围达到数百平方公里。

### 种类
冮官窑所用材料大多就地取材，所烧制的器物胎质稍粗。为仿定窑白瓷和仿磁州窑黑花白瓷，也烧制黑釉瓷器。冮官屯窑烧制的器物种类繁多，白釉产品胎质灰白粗糙，釉色白而微黄，多为杯、碗、碟、盘、瓶、罐等。黑釉虽然有小瓶、小罐等精致的小器物，但数量很少。此外还有各种白釉和黑釉的小人、小狗、兽头笛、骆驼等儿童玩具。还可见少量的建筑构件。该窑址中的高温白瓷有一部分精品，还有带人名和诗词的文字瓷器，说明该窑场不仅烧民用瓷，同时也具有官窑的技术水平，可以烧制官用精品瓷。

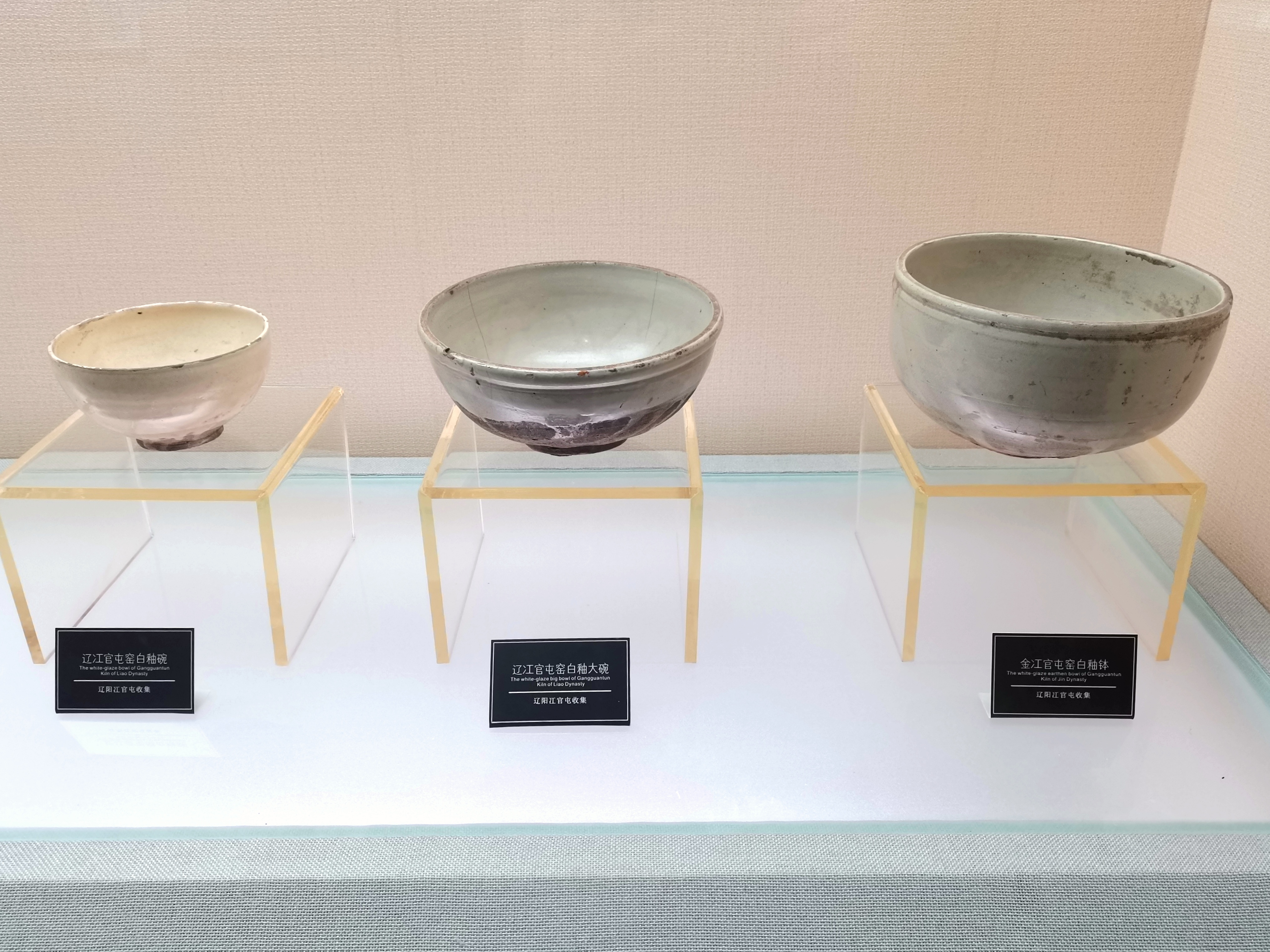
冮官窑白釉大碗与白釉钵
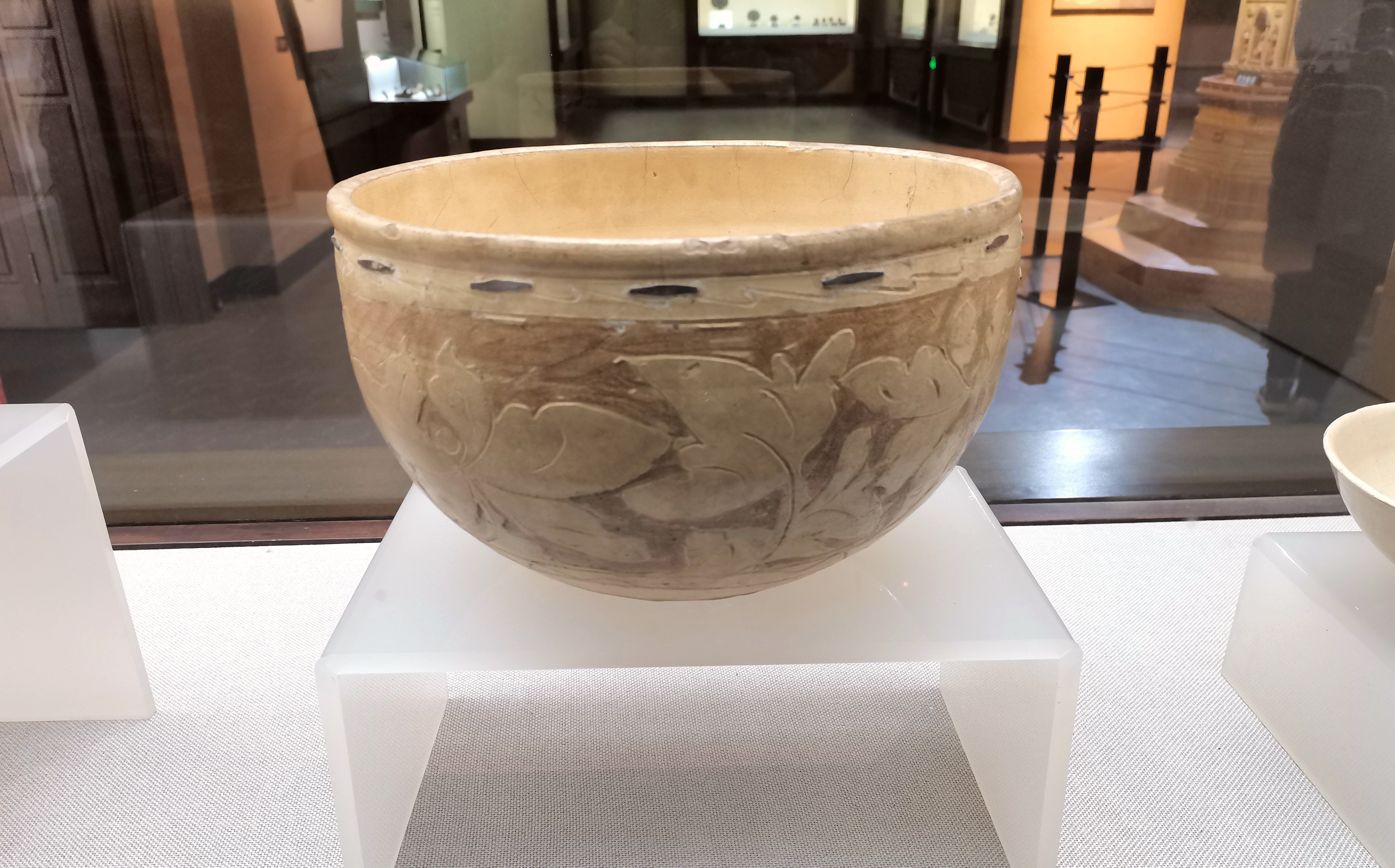
辽冮官窑白釉剔花牡丹纹钵体
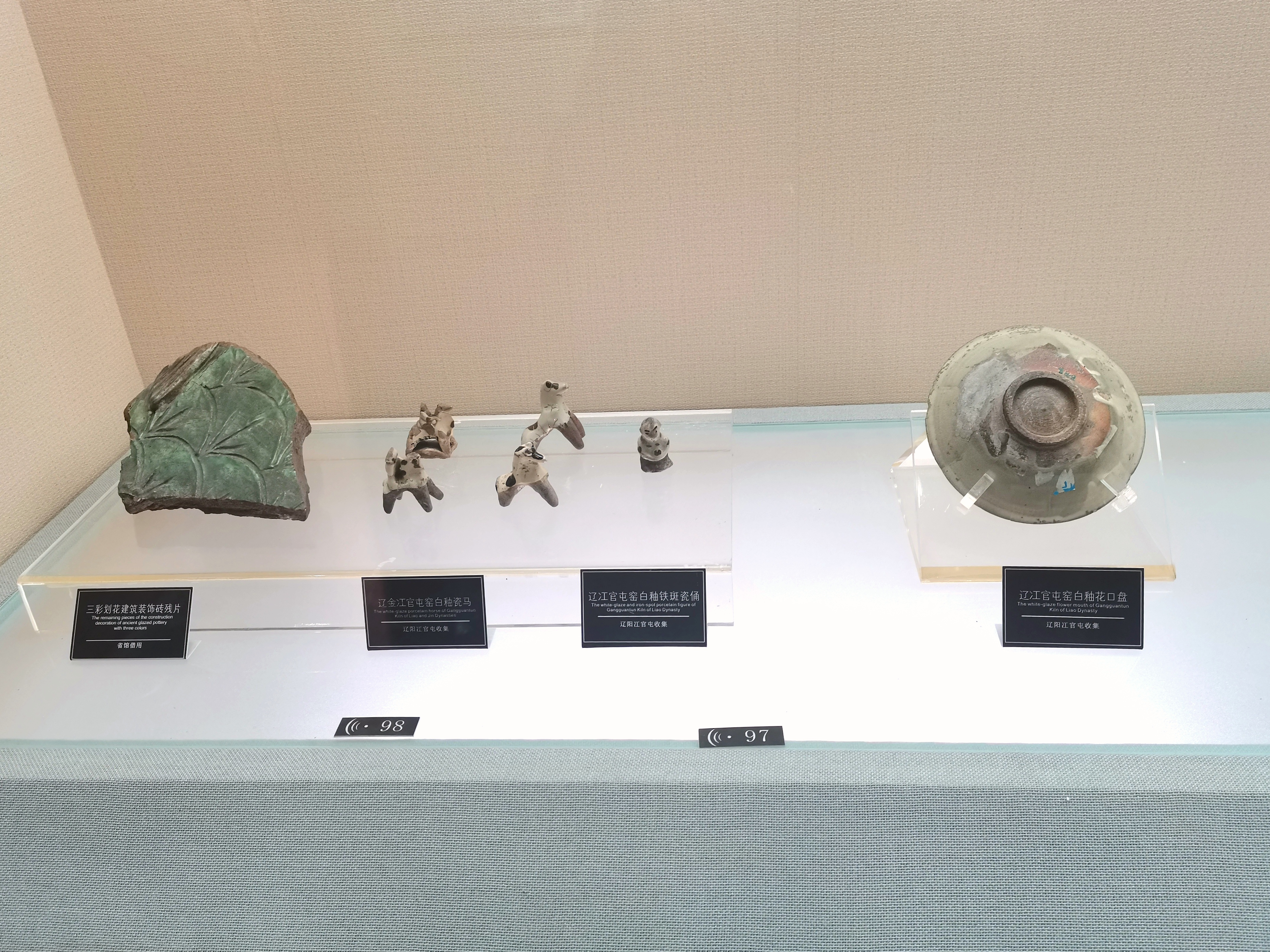
冮官窑烧制的瓷器